# Kendall White
Kendall White (7 luglio 1997) è una pallavolista statunitense, libero delle Vegas Thrill.

## Carriera

### Club
La carriera di Kendall White inizia nei tornei scolastici dell'Indiana, ai quali partecipa con la Cathedral HS di Indianapolis. Dopo il diploma partecipa alla lega universitaria NCAA Division I con la Penn State, facendo parte delle Nittany Lions dal 2016 al 2019 e ricevendo qualche riconoscimento individuale. 
Nella stagione 2020-21 inizia la carriera da professionista in Francia, dove partecipa alla Ligue A con il Terville Florange, club al quale si lega per un triennio. Torna quindi in patria per partecipare all'Athletes Unlimited 2023 e poi alla Pro Volleyball Federation 2024, dove difende i colori delle Omaha Supernovas e vince il titolo nazionale. Per l'edizione successiva del torneo viene ingaggiata dalle Vegas Thrill, ma non riesce mai a scendere in campo a causa di un infortunio.

### Nazionale
Nel 2021 debutta nella nazionale statunitense, partecipando al campionato nordamericano. Successivamente si aggiudica il bronzo alla Coppa panamericana 2022 (bissato nel 2023) e la medaglia d'argento alla NORCECA Final Six 2022, seguita dall'oro nell'edizione 2023 del torneo.

## Palmarès

### Club
- PVF: 1

2024

### Nazionale (competizioni minori)
- Coppa panamericana 2022
- NORCECA Final Six 2022
- Coppa panamericana 2023
- NORCECA Final Six 2023

### Premi individuali
- 2017 - All-America Second Team
- 2018 - All-America First Team
- 2018 - NCAA Division I: Stanford Regional All-Tournament Team
- 2019 - All-America Second Team